# Vyskeř
Vyskeř är en ort i Tjeckien.   Den ligger i distriktet Okres Semily och regionen Liberec, i den centrala delen av landet, 70 km nordost om huvudstaden Prag. Vyskeř ligger 376 meter över havet och antalet invånare är 371.
Terrängen runt Vyskeř är huvudsakligen platt, men åt nordost är den kuperad. Vyskeř ligger uppe på en höjd.Runt Vyskeř är det ganska glesbefolkat, med 23 invånare per kvadratkilometer. Närmaste större samhälle är Jičín, 17,1 km sydost om Vyskeř. Trakten runt Vyskeř består till största delen av jordbruksmark.